# Regalècids

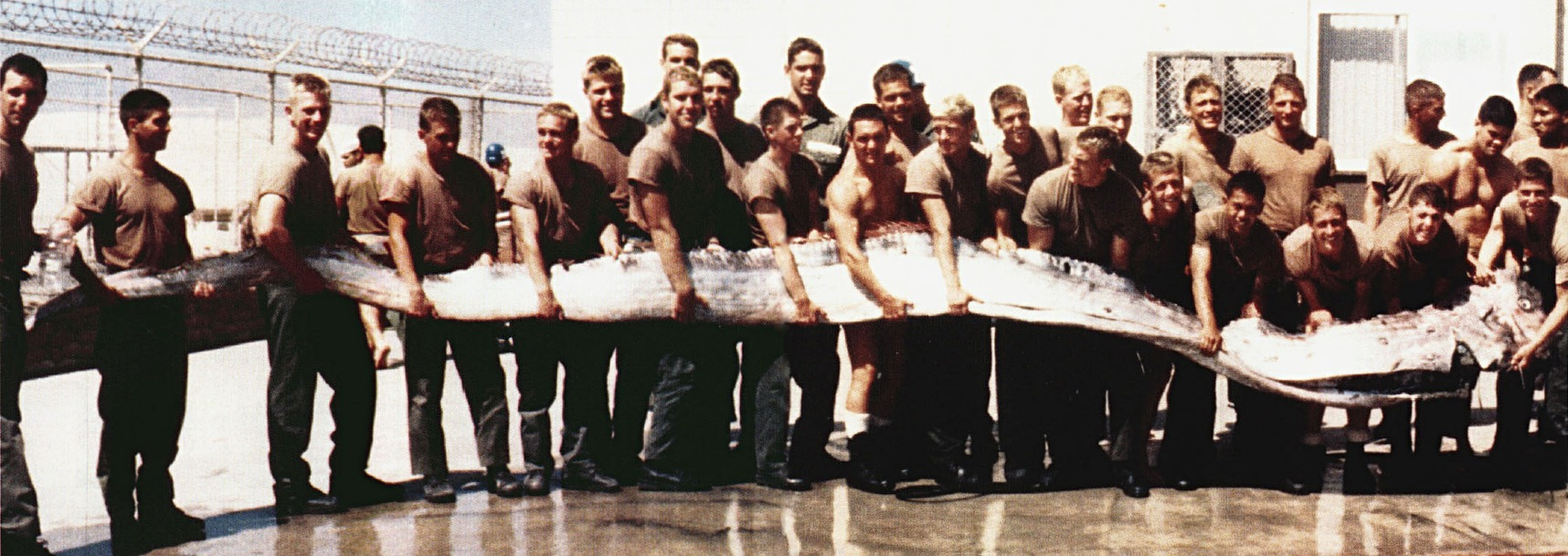
Regalècid pescat a San Diego, Califòrnia, el setembre de 1996

Els Regalècids (Regalecidae) són una família de peixos teleostis de l'ordre dels lampriformes. Són grans peixos pelàgics que es troben en tots els mars temperats i tropicals del món. Aquesta família només té dos gèneres i una de les seves espècies (Regalecus glesne), és el peix ossi més gran que existeix i pot arribar a fer 11 metres de llargada o més.
El nom de la família, Regalecidae, deriva del llatí regalis, que significa "reial". És possible que siguin l'origen de molts relats de serps marines
La seva carn no es menja gaire sovint perquè és de consistència gelatinosa.

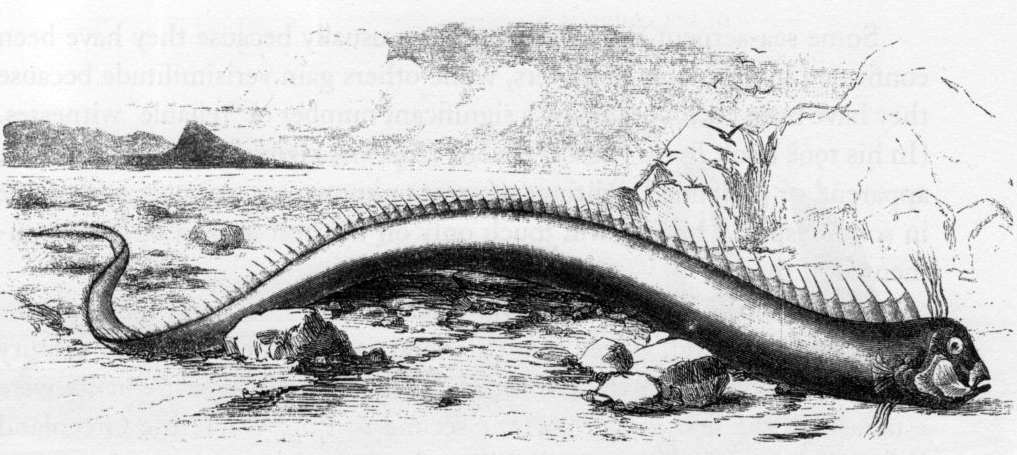
Regalècid de 16 m de llargada a la platja de Bermuda (1860), originàriament va ser descrit com una serp marina.